# 爆笑!!人生劇場
『爆笑!!人生劇場』（ばくしょうじんせいげきじょう）は、1989年3月17日にタイトーより発売されたファミリーコンピュータ用ソフト及び、それをはじめとしたボードゲーム形式のコンピュータゲームのシリーズである。パッケージデザインは全シリーズをイラストレーターの佐々木晃（TONG KING SHOW）が担当している。

## ゲーム内容

### システム
プレイ人数は1-4人。3人以下で遊ぶ場合は相手はコンピュータが代行する。3人以上で遊ぶ場合にはコントローラーを持ち替えてコントローラIで1人目･3人目、コントローラIIで2人目･4人目の操作。周辺機器としてマルチタップの使用も可能。
幼稚園から老人までの人生（一部作品を除く）を双六形式のゲームで競う。
人生ゲームと比べ最大の特徴として、幼稚園から人生を追うのと、福笑いのように、顔がパーツごとに分かれ、自由に顔を組み替えることができ、面白い顔を作るのも人生劇場ユーザーの楽しみの一つになっている。

### パラメーター
- 知力
- 体力
- つき

### 職業
- 板前
- 教師
- 警察官
- 弁護士
- ゲームメーカー社員
- 商社A社員
- 商社B社員
- 商社C社員
- プロ野球選手
- テニスプレイヤー
- ファッションデザイナー
- 歌手
- パイロット
- レーサー
- ヤクザ(やっちゃん)
- フリーアルバイター

### ミニゲーム
- 100m競走
- カジノ・スロットマシン
- テスト・入試
- ちびっこ歌合戦・のど自慢・歌手オーディション
- アルカノイド
- カートレース・ドライビングテスト
- バイオアタック
- フライトテスト
- カジノ・カード

## 登場人物

### 恋人
女性
まり
さやか　　
まさこ
ひろこ　　
れいこ
りさ
ひとみ
男性 
あきら
しょう
てつや　　
こうじ
つがわ　　
とにー
としお

## 評価
ゲーム誌『ファミコン通信』の「クロスレビュー」では合計22点（満40点）、『ファミリーコンピュータMagazine』の読者投票による「ゲーム通信簿」での評価は以下の通り21.36点（満30点）となっている。同誌1991年5月10日号特別付録の「ファミコンロムカセット オールカタログ」では、「ゲームを始める前に顔を自由に作れるのが面白い」、「ボードのマス上には、カジノや結婚などの様々なイベントがあり、多人数で遊ぶとかなり盛り上がる」と紹介されている。
| 項目 | キャラクタ | 音楽 | 操作性 | 熱中度 | お買得度 | オリジナリティ | 総合  |
| 得点 | 3.60       | 3.25 | 3.58   | 3.76   | 3.41     | 3.76           | 21.36 |

## シリーズ一覧
FC=ファミリーコンピュータ、SFC=スーパーファミコン、N64=NINTENDO 64、PS2=PlayStation 2
1. 爆笑!!人生劇場（FC：1989年3月17日）
2. 爆笑!!人生劇場2（FC：1991年3月22日、開発：シー・ラボ）
3. 爆笑!!人生劇場3（FC：1991年12月20日、開発：アクトジャパン）
4. 大爆笑!!人生劇場（SFC：1992年12月25日、開発：スティング）
5. クイズ人生劇場(F2システム:1993年3月)
6. 大爆笑!!人生劇場 ドキドキ青春編（SFC：1993年7月20日、開発：アクトジャパン）
7. 大爆笑!!人生劇場 〜大江戸日記〜（SFC：1994年11月25日、開発：アクトジャパン）
8. 大爆笑!!人生劇場 〜ずっこけサラリーマン編〜（SFC：1995年12月29日、開発：アクトジャパン）
9. 爆笑人生64めざせ!リゾート王（N64：1998年12月24日）
10. 爆笑!!人生回道 NOVAうさぎが見てるぞ!!（PS2：2004年3月18日）
英会話学校NOVAのキャラクターNOVAうさぎを使った作品